# یواس‌اس وگو (اس‌پی-۱۱۹۶)
یواس‌اس وگو (اس‌پی-۱۱۹۶) (به انگلیسی: USS Wego (SP-1196)) یک کشتی بود که طول آن ۳۴ فوت ۵ اینچ (۱۰٫۴۹ متر) بود.